# Nicolae Lahovary
Nicolae Enric Lahovary (n. 31 ianuarie 1887, București – d. 1972) a fost un diplomat român.

## Biografie
Lahovary a studiat dreptul și filosofia la Universitatea din Paris. În 1910 a intrat în serviciul extern și a fost atașat ambasadei din Londra. În 1913 a fost numit secretar al clasei a treia, în 1918, secretar al clasei a doua, în 1920 secretar al primei clase iar în 1925 a fost numit Consilier de Legație. 
El a fost numit în 1936 ministru plenipotențiar al clasei a doua; de la 1 septembrie 1936 până la 1 martie 1939 a fost trimis extraordinar și plenipotențiar la Tirana. De la 1 martie 1940 până la 1 martie 1941 a fost trimis extraordinar și ministru plenipotențiar la Bratislava. În 1941 ministru plenipotențiar al clasei întâi; de la 1 martie 1941 până la 1 septembrie 1943 a fost ambasador extraordinar și plenipotențiar la Berna. În această ultimă calitate a fost în contact cu reprezentanții aliaților pentru asigurarea unui armistițiu. A fost ocupat cu Brüssel, Londra, Berlin, Roma, Washington, D. C., Geneva la Societatea Națiunilor, în Budapesta, Viena, Tirana, Bratislava și Berna. 
După 23 august 1944, după demitere, s-a stabilit în Elveția, unde a fost membru activ al exilului românesc.
A fost, de asemenea, antropolog, publicând mai multe cărți în domeniu.